# 汤加国旗
東加國旗是大洋洲國家東加王國的法定國旗，于1875年納入該國憲法並於同年正式採用。
該旗的背景顏色為紅色，在左上角有一個白色長方形，而長方形內則有一個紅色十字。
此外，1970年版《汤加王国憲法》第47條規定：東加國旗图案永遠不得改變。

## 歷史
英國人於18世紀後期踏足東加，當中詹姆斯·庫克船長更曾在1773年至1777年期間三次探訪該群島。隨後來自英格蘭的衛理公會傳教士於大約50年後抵達東加並開始向島民傳教，他們在1831年成功使當時「至高無上的酋長」陶法阿豪·圖普（Taufa'ahau Tupou）改信基督教，而後來陶法阿豪·圖普也於1845年成為喬治·圖普一世國王。首面東加國旗在大約18世紀40年代採用，該旗幟的背景顏色為白色，在旗幟四個角落則有四個分別為紅色或藍色的十字符號，而在旗幟中間亦有象徵著國王的紅色字母A和藍色字母M。
喬治·圖普一世於1845年即位後，便決定設計一面能夠代表基督教的新國旗。他與一位後來成為東加首相的英國傳教士雪莉·瓦爾德馬·貝克（Shirley Waldemar Baker）成為朋友，並一起制定該國國徽、國歌和新國旗。新設計與英國紅船旗相似，即是旗幟的四分之三均為純紅色背景，以及在左上方有一個「特殊的設計」。後來新的東加王國憲法於1875年11月4日制定和公佈，該憲法不但包含新的國旗設計，也把他標誌為東加國旗。
此外，根據東加憲法第47條，該國旗「永遠不得改變」和「必須永遠是東加王國的國旗」。

## 設計

### 象徵
汤加國旗中的紅色十字間接提到約97%東加人口所信仰的基督教，白色象徵著純潔，而底部的紅色則代表耶穌基督在受難期間所流下的血以及他所作出的犧牲。

### 相似之處
東加之前曾經設計並使用過一面背景為純白色且中間有一個紅色十字的旗幟，可是由於該國隨後發現該旗幟與在1863年採用的國際紅十字會會旗幾乎一樣，所以東加後來決定把舊國旗的設計放在新旗幟的左上方，而剩下的地方則改為紅色。雖然這些設計後來均成為東加國旗的正式設計，但是舊國旗的設計最終仍然是東加的其中一個國家象徵。

## 其他旗幟
| 東加國防軍旗 |
| 東加國防軍旗 |

| 東加海關旗 |
| 東加海關旗 |

| 東加隔離標誌 |
| 東加隔離標誌 |

| 東加民用旗 |
| 東加民用旗 |

## 歷代國旗
| 汤加塔布岛旗帜（1858年—1862年） |
| 汤加塔布岛旗帜（1858年—1862年） |

| 東加國旗（1862年—1866年） |
| 東加國旗（1862年—1866年） |

| 東加王室旗（1862年—1875年） |
| 東加王室旗（1862年—1875年） |

## 外部連結
- 世界旗帜网（FOTW）的東加國旗資訊
- 在 World Flags 101 網站上的東加國旗資訊 （页面存档备份，存于）